# Municipio de Union (condado de Boone, Indiana)
El municipio de Union (en inglés: Union Township) es un municipio ubicado en el condado de Boone en el estado estadounidense de Indiana. En el año 2010 tenía una población de 2357 habitantes y una densidad poblacional de 36,19 personas por km².

## Geografía
El municipio de Union se encuentra ubicado en las coordenadas 40°2′11″N 86°17′30″O / 40.03639, -86.29167. Según la Oficina del Censo de los Estados Unidos, el municipio tiene una superficie total de 65.13 km², de la cual 65,04 km² corresponden a tierra firme y (0,14 %) 0,09 km² es agua.

## Demografía
Según el censo de 2010, había 2357 personas residiendo en el municipio de Union. La densidad de población era de 36,19 hab./km². De los 2357 habitantes, el municipio de Union estaba compuesto por el 95,29 % blancos, el 0,68 % eran afroamericanos, el 0,08 % eran amerindios, el 1,95 % eran asiáticos, el 0,42 % eran de otras razas y el 1,57 % eran de una mezcla de razas. Del total de la población el 1,57 % eran hispanos o latinos de cualquier raza.